# ژوستینین دو کلاری
ژوستینین دو کلاری (فرانسوی: Justinien de Clary‎؛ ۲۰ آوریل ۱۸۶۰ – ۱۴ ژوئن ۱۹۳۳) تیرانداز اهل فرانسه بود.
وی همچنین برندهٔ جوایزی همچون لژیون دونور (افسر بزرگ) شده‌است.
وی در مسابقات کشوری و بین‌المللی در مجموع برندهٔ ۱ مدال برنز شده‌است.